# Vasco Vascotto
Vasco Vascotto (* 10. Oktober 1969) ist ein italienischer Segler, der 25 Weltmeisterschaftstitel gewonnen hat.
Obwohl er als Jollensegler begann, konzentrierte sich seine berufliche Laufbahn auf Yachten. Er gewann den Admirals Cup 1999 und segelte anschließend mit Mascalzone Latino als Skipper und Taktiker im Louis Vuitton Cup 2007, der Herausfordererserie für den America’s Cup.

## Weltmeistertitel
Bekannte Weltmeistertitel sind folgende:
| Nr. | Rolle      | Boot       | Bootsname           | Titel                                               | Standort                          | Referenz    |
| 1   | Kapitän    | ILC 30     | Ornella All Attacco | 1998 ORC ILC 30 Weltmeisterschaft                   | Bajona (ESP)                      | [ 2 ]       |
| 2   | Kapitän    | ILC 30     | Ornella All Attacco | 1999 ORC ILC 30 Weltmeisterschaft                   | (BRA)                             | [ 2 ]       |
| 3   | Kapitän    | Sydney 40  | Merit Cup           | 1999 Sydney 40 Weltmeisterschaft                    |                                   | [ 3 ]       |
| 4   | Steuermann | J/24       | Bagua               | J/24-Weltmeisterschaft 1999                         | Genova                            | [ 4 ]       |
| 5   | Taktiker   | Mumm 30    | Mascalzone Latino   | 2000 Mumm 30 Weltmeisterschaft                      | Miami Beach (USA)                 |             |
| 6   | Steuermann | Farr 42    | Mascalzone Latino   | 2000 Cruiser/Racer IMS Offshore-Weltmeisterschaften |                                   | [ 5 ] [ 6 ] |
| 7   |            | Farr 40 OD | Nerone              | Farr 40-Weltmeisterschaft 2003                      | Porto Cervo (ITA)                 | [ 7 ]       |
| 8   |            | Farr 40 OD | Nerone              | Farr 40-Weltmeisterschaft 2010                      | Casa de Campo, Dominican Republic | [ 7 ]       |
| 9   |            | Farr 40 OD | Enfant Terrible     | Farr 40-Weltmeisterschaft 2013                      | Newport, Rhode Island, USA        | [ 7 ]       |